# Frank Kirchner (Musiker)
Frank Kirchner (* 1. November 1961 in Düsseldorf; † 1. Dezember 2024) war ein deutscher Jazzsaxophonist.

## Werdegang
Kirchner studierte ab 1971 Klarinette und Saxophon bei Leo Höller. 1978 gewann er den ersten Preis beim Wettbewerb Jugend jazzt. Von 1981 bis 1986 studierte er klassische Musik und Jazz an der Musikhochschule Köln bei Karel Krautgartner und Heiner Wiberny.
Seit 1986 war Kirchner Saxophonist bei Herbert Grönemeyer & Band und nahm an allen Tourneen und Aufnahmen der Gruppe teil. Seit 1993 veröffentlichte er mit der Gruppe jazzattack (mit Axel Fischbacher, Stefan Rademacher und Kurt Billker) Alben unter eigenem Namen. 1993 erschien das Album Frank Kirchner mit Markus Wienstroer, Dietmar Steinhauer, Stefan Rademacher, Kurt Billker und Leonard Gincberg.
Neben den Tourneen mit der Grönemeyer-Band und Fernsehauftritten u. a. bei Willemsens Woche, Wetten, dass..?, Geld oder Liebe und dem ARD-Wunschkonzert spielte Kirchner Duoaufnahmen u. a. mit Ulli Leenen ein und wirkte als Sideman auf Aufnahmen der Toten Hosen, von Bianca Ciccu, Gloria Gaynor, Hildegard Knef, Gianna Nannini, Herwig Mitteregger, Timmy Thomas, Christoph Spendel, Anne Haigis  mit.
2000 spielte er in der Tonhalle Düsseldorf unter der Leitung von Eberhard Bäumler Darius Milhauds Konzert für Altsaxophon und Sinfonieorchester. 2004 entstanden Duoaufnahmen mit Hans-Jörg Böckeler an der Orgel der Augustinerkirche in Würzburg. 2008 startete er unter dem Namen rauschen.kneten.ton ein Filmmusik-Projekt zur Zusammenarbeit mit Marcus Scheltinga und Musikern wie Michael Schürmann und Jürgen Dahmen.
Im November 2010 erschien seine zweite Veröffentlichung unter dem Namen Frank Kirchner and Zoomachine mit dem Titel Panic in the Peanut Gallery produziert von Marcus Scheltinga. Für die Aufnahme des Titels Expulsion erhielt Georg Niehusmann 2012 einen Goldenen Bobby.